# Troncal 2
La troncal 2 es una carretera nacional o de primer orden en Venezuela que comunica a la Región Central (Venezuela) con la Región de Los Llanos en sentido norte-sur. Su trazado comienza desde el distribuidor vial de La Encrucijada de la Autopista Regional del Centro en el Estado Aragua, y sigue en sentido hacia el sur, atravesando las ciudades de Villa de Cura, San Juan de los Morros, Calabozo, San Fernando de Apure y Puerto Ayacucho, culminando finalmente en isla ratón, ubicada al noroeste del Estado Amazonas. La Troncal 2 es uno de los ejes más importante con los que cuenta Venezuela ya que es una vía estratégica que conecta los estados centrales del país (en orden vertical son: Aragua, Guárico, Apure y Amazonas) y es utilizada para el transporte del ganado y la producción agrícola del sur del país hacia las ciudades del norte. Su longitud aproximada es de unos 683  km.

## Tramos
- La Encrucijada-Villa de Cura, 25.8 km
- Villa de Cura-San Juan, 19.9 km
- San Juan-Dos Caminos-Calabozo, 123.2 km
- Calabozo-San Fernando, 129.9 km
- San Fernando-Puerto Ayacucho, 302 km
- Puerto Ayacucho-Isla Ratón 93 km